# آبل پیکابیا
آبل پیکابیا (انگلیسی: Abel Picabea; ۲۰ ژوئن ۱۹۰۶ – Unknown) بازیکن فوتبال بود.
از باشگاه‌هایی که در آن بازی کرده‌است می‌توان به باشگاه ورزشی سن لورنسو آلماگرو اشاره کرد.